# Maja Franković
Maja S. Franković (Rijeka, 7. kolovoza 1951.) umjetnica je na području suvremene grafike iz Hrvatske. Glavna karakteristika njenih radova je težnja prema prostornoj grafici, što je posebno vidljivo u njenom ciklusu radova pod nazivom „Knjige – objekti”. Ne ustručava se koristiti raznovrsne materijale i kombinirati ih uz različite grafičke tehnike. Često u svojim radovima koristi motive iz svakodnevnog života. Za svoj rad nagrađena je s 15 hrvatskih i pet međunarodnih nagrada. Samostalno je izlagala na više od 70 izložbi grafika u Hrvatskoj i Europi te više od 380 zajedničkih. Autorica je trideset grafičkih mapa. Od 2001. do 2005. obnašala je volontersku dužnost članice Pogravarstva Grada Rijeke za područje kulture. Od 2005. do 2009. djelovala je kao ministar savjetnik u Stalnom predstavništvu Republike Hrvatske pri UNESCO-u u Parizu. Članica je HDLU-a Rijeke, a od 1988. do 2018. predaje na Akademiji primijenjenih umjetnosti u Rijeci kao redoviti profesor u trajnome zvanju.

## Životopis
Rođena je u 7. kolovoza 1951. godine u Rijeci. Njen otac, Abdon Smokvina, bavio se fotografijom i slikao pejzaže u tehnici akvarela zbog čega je ona od djetinjstva zavoljela umjetnost. Uz njega je posjećivala izložbe i već tada susrela radove velikih umjetnika poput Picassa, Antonia Tapiesa, Friedricha Hunderwassera i drugih. Studirala je na Pedagoškom fakultetu te diplomirala grafiku i povijest umjetnosti na Odsjeku za likovne umjetnosti 1984. godine. Nakon maturiranja na gimnaziji boravila je u Londonu i pohađala avangardnu školu u centru primijenjenih umjetnosti Camden Arts Centre. Od ponuđenih smjerova izabrala je crtanje i kasnije keramiku jer u Rijeci nije bilo te mogućnosti. Tamo 1971. izlaže izrađene keramičke objekte na svojoj prvoj kolektivnoj izložbi. Nakon godinu dana vratila se u Rijeku i 1980. se potpuno odlučila posvetiti umjetnosti. Nekoliko puta je posjetila New York gdje je razgledala Museum of Modern Art, Guggenheim Museum, Whitney Museum of Modern Art, Metropolitan Museum i brojne privatne galerije. U to vrijeme počinje raditi grafike u dubokom tisku. U prvom razdoblju početkom osamdesetih nastaju serije papirnatih pladnjeva, a kasnije radovi pod nazivom: „Ambijenti-interijeri“ koji su zapravo kućni figurativni elementi. Svoju prvu samostalnu izložbu grafika postavila je u galeriji Jadroagent u Rijeci 1985. godine. Radovi su nastali za vrijeme studija te su sadržavali figurativne teme. Nakon uspješne izložbe priuštila si je grafičku prešu koja je još više potaknula njeno stvaralaštvo. Naziv njene prve grafičke mape glasi: „Maske“, nastale u suradnji s dr. Vandom Ekl te izlaže na 10. internacionalnom bijenalu originalnog crteža u Modernoj galeriji u Rijeci. Postdiplomski upisuje u Ljubljani gdje je specijalizirala litografiju na kamenu na Akademiji za likovne umjetnosti 1989. u klasi profesora Branka Suhog. Zašto se odlučila za litografiju umjetnica objašnjava ovim riječima: „Litografska je tehnika vrlo zanimljiva jer u samo jednom danu možeš započeti s crtežom na kamenu i završiti s tiskanjem. To je prekrasno. Način rada je neposredan, gestualan, i možeš upotrijebiti sve svoje crtačke sposobnosti.“ U tom razdoblju nastaju vrlo komplicirani radovi velikih dimenzija nazvani „Puzzle“ te se umjetnica zaposlila kao asistentica na kolegiju Grafika na Pedagoškom fakultetu u Rijeci. 1991. godine započinje izradu knjiga – objekata i redovito posjećuje litografski atelje „Cité des Arts“ u Parizu. Dobitnica je mnogobrojnih nagrada za grafiku, a na 24. međunarodnom grafičkom bijenalu u Ljubljani dobila je samostalan prostor za izlaganje ciklusa knjiga – objekata. Uz Nevenku Arbanas, Nacionalna i sveučilišna knjižnica u Zagrebu organizirala je izložbu grafičkih mapa i knjiga – objekata 2003. godine. Tri godine kasnije mapu „Volim te“ izdaje joj Edition Biškupić u Parizu. Još neke od realiziranih grafičkih mapa su: Svakodnevni život (1989), Rijeka – moj grad (1996), Iz obiteljskog albuma (1997), Tragovi (1998) i Vatromet (2003).

## Radovi
Glavno obilježje rada umjetnice je eksperimentiranje s više različitih medija i tehnika. Takav neustrašiv stav prema umjetnosti rezultira vrlo širokim poimanjem grafičkog medija. Grafičke mape, prostorne grafike, litografije i knjige-objekti čine stvaralački opus Maje S. Franković. Iako je izrada grafičkih radova složen proces, uporabom široke palete boja pri otiskivanju grafika ona postiže dojam da je rad nastao jednostavnim, brzim procesom u trenutku kada ga je umjetnica zamislila. Ostavljanjem dojma neposrednosti možemo vidjeti njeno odlično svladavanje grafičke tehnike. Umjetnica je samostalno i u suradnji s drugim umjetnicima izradila trideset grafičkih mapa. 
Osim grafika u boji paralelno nastaje i ciklus grafika u crnoj boji u kojemu umjetnica na vrlo apstraktan i plošan način obrađuje teme iz svakodnevnog života poput stabala, stolica, ljudi, šalica… Bez čitanja naziva koji je umjetnica dala radu teško bi se moglo razaznati o kojem liku ili predmetu je riječ jer ga umjetnica svodi na jednostavnu crnu plohu. Uz to primjenom različitih nijansi crne boje postiže dramatičnost i bavi se problemom plošnosti pokušavajući postići dojam dubine i iluzije prostora. Elementi koji čine umjetničko djelo različito se odnose jedan prema drugome, neki uvijek teže prema naprijed dok neki svojom površinom ili nijansom čine pozadinu. Već na ovim radovima uočava se težnja umjetnice prema postizanju treće dimenzije. 
Njen drugi pristup grafici karakterizira kolažiranje kojim se polako odmiče od dvodimenzionalnog poimanja grafičkog rada. Ovu vrstu grafika teško je svrstati u jednu kategoriju, jer su u isto vrijeme to i plošne i prostorne grafike. Umjetnica stvara složenije radove iz izrezanih, ranije otisnutih, grafika koji podsjećaju na mozaike. Osim primjenjivanja svojih radova kao elemenata ponekad za izradu koristi tkaninu ili čak prešane biljke. Veličina grafičkog lista varira što ne umanjuje njeno vrhunsko vladanje grafikom. Poigravanjem s plohama različitih elemenata postiže složenu kompoziciju u kojoj se počinje osjećati njena želja za ostvarenjem treće dimenzije. U radovima su elementi vrlo pažljivo ukomponirani iako nekad mogu ostaviti dojam da je njihov poredak umjetnica ostvarila spontano. 
Upravo te karakteristike naglašavaju svladan zanat, genijalnost i maštovitost u ostvarivanju zamišljenih radova koje umjetnica prerađuje i nadopunjava dok ne postigne željeni odnos elemenata. Kao što je na početku napomenuto, za postizanje željenog, umjetnica se koristi sa svim elementima kojima raspolaže i tehnikama koje je svladala. 
Kod serije bijelih kartonski pladnjeva umjetnica je predmete iz svakodnevne upotrebe preobrazila u umjetnička djela. Takvi pladnjevi su namijenjeni jednokratnoj upotrebi, te svojim dizajnom podsjećaju na plohu papira koja je skulpturalno oblikovana na rubovima. Za oslikavanje koristi tuš i dopušta da neravna ploha utječe na njene poteze. Tuš je na određenim pladnjevima nanesen samo u obliku linija ili ploha, dok su drugi oslikani njihovom kombinacijom. Na površinu pladnjeva je nanošen tankim potezima nalivpera ili kistom u tehnici laviranog tuša. Na određenim primjercima plohe i linije su postavljene u ritmične kompozicije. Posebnost radovima daje i izraziti kontrast između bjeline kartonskih pladnjeva i intenzivno nanesenog crnog tuša. Umjetnica ovim radom potvrđuje da svojim djelovanjem nastoji pomicati granice klasične upotrebe materijala. 
Još jedan zanimljiv rad zove se Moje crvene cipelice nastao u dubokom tisku i kolažu. Dimenzije slike su 1450 x 1080 mm (u vlasništvu Kabineta grafike HAZU) te je podijeljena na dva gotovo vodoravno simetrična dijela. Dvije zrcalno simetrične cipelice u središtu slike izrađene su u tehnici kolaža dok tamnu pozadinu čini otisak matrice. Prevladava crna boja s detaljima u intenzivnoj crvenoj, koja čini odličan kontrast neutralnim crnim plohama. Gornja cipelica izrađena je od crnog kolaža te je na nju pričvršćena crvena vezica zavezana u mašnicu. Dok je donja cipelica u crvenom kolažu nešto drugačijeg oblika. Na donjoj cipelici mašnica je izostavljena, ali je zato tu izostavljenu vezicu umjetnica nalijepila u donji lijevi kut slike. Upotrebom crvenih vezica umjetnica je ponovo naglasila trodimenzionalnost svojih radova. Iz vrlo maštovitog stvaralačkog opusa, koji nije koncentriran samo na jednu vrstu medija, najznačajniji radovi Maje S. Franković su Knjige – objekti. U ovim radovima umjetnica primjenjuje tehnike dubokog i visokog tiska uz kolažiranje i slikarstvo. Ni ovdje ona ne doživljava grafiku samo kao plošni prostor već joj ovaj put daje volumen kojim radovi čak prelaze u skulpturu. Kod radova umjetnica se napokon odvaja od grafičkog lista kao baze te on prelazi u trodimenzionalni objekt. Knjige – objekti su posebno izrađene knjige koje nemaju stranice već jedan dugi list koji se savija poput harmonike (leporello). Na taj način rastvaranjem list priča priču bez riječi i svojim crtežima objašnjava svoj sadržaj. Dimenzijama su slične pravim knjigama te njihov dugi list čuvaju tvrde korice. Glavna karakteristika ovakvih radova je potreba za interakcijom od strane promatrača. Svakim pomicanjem savijenog dijela papira ona čini novo umjetničko djelo i mijenja značenje svog sadržaja. Rad zahtjeva sagledavanje sa svih strana da bi se dobio potpun dojam o tome što je umjetnica htjela postići, jer je na svakom dijelu lista poseban prikaz. Na taj način poluotvorene ili zatvorene knjige – objekti su pomalo mistične i intrigiraju promatrača. Osim što svojim oštro presavinutim dijelovima daju djelu dinamičnost one stvaraju i određenu napetost. S druge strane, potpuno otvorene i rastegnute one nalikuju paravanu, ali koji opet, kao da nešto skriva. Ostvaruje intimnu atmosferu koju možemo usporediti s čitanjem knjiga za koje umjetnica kaže: „Mislim da je listanje knjiga jedna vrlo osobna stvar. Činimo to kada smo sami ili najviše u dvoje.“ Ovaj način eksperimentiranja grafikom izdvaja umjetnicu među klasičnom primjenom tehnike grafike. No, uz ovu vrlo inovativnu primjenu grafičkog lista ona se ne prestaje koristiti tradicionalnim tehnikama, štoviše ona ih ujedinjuje. Knjige – objekti su primjer vrlo širokog poimanja grafike za umjetnicu. Iako se u prijašnjim radovima nazirala treća dimenzija, u ovim radovima ona ju potpuno ostvaruje te ispituje i dovodi u pitanje granice grafike.
Jedan od primjera objekt – knjige je rad pod nazivom U prirodi. Rad se sastoji od mekanih korica koje svojom visinom ne odgovaraju uobičajenim proporcijama knjige, te od dugog lista savijenog poput harmonike. Korice su tamno plave boje, a list papira je otisnut tehnikom dubokog tiska u paleti zemljanih boja. Knjiga se zatvara pomoću konopčića pričvršćenih za korice. Između pregiba dugog lista nalaze se tri isprešana lista u izrazito crvenoj boji, te primjerak tankog i zgužvanog papira otisnutog u identičnim zemljanim nijansama poput lista papira. Visina korica odgovara visini koju čini list papira s lišćem pričvršćenim za njega. Kada je knjiga otvorena izrazito crvena boja lišća stvara lijepi kontrast plavoj boji korica u pozadini. Umjetnica u ovom djelu, kao što ime govori, ne koristi samo konvencionalne materijale već i materijale preuzete iz prirode. 
Još jedan rad iz ciklusa knjige – objekti je Knjiga za ručak (2006.). Korice knjige su načinjene od tvrdog kartona i obložene kolažom. Unutrašnjost knjige je netipična jer ne sadrži dugi list, već su samo na obje unutrašnje strane korica pričvršćeni objekti. Na lijevoj strani nalazi se bijeli kartonski tanjur sa žlicom koja je za njega pričvršćena poput kazaljke na satu. Nježno rozom akrilnom bojom označena je dodirna točka žlice i tanjura, te brid tanjura na način da podsjeća na zidni sat. Na desnoj strani je također bijeli tanjur, ali s vilicom koja je pričvršćena s njegove lijeve strane. Na tanjuru se rozom bojom nalaze naznačene dvije linije koje se sijeku u njegovom središtu. Cjelokupno djelo podsjeća na košaricu za piknik. Umjetnica često koristi motive iz života što možemo i ovdje uočiti te korištenjem različitih medija stvara skulpturu. 
Iako umjetnica ne krije svoju sklonost prema kiparstvu za grafiku kaže: „…nikada neću ostaviti grafiku jer mi ona pruža neizmjerna zadovoljstva. Tehnika je to koja me zadivljuje, dopušta mi da se izrazim svim svojim tehničkim mogućnostima. I to je ono što mi se sviđa.“ Upravo ta granica skulpture i grafike koju umjetnica neprestano primjenjuje u svojim radovima čini ju posebnom, inovativnom i zanimljivom za promatrača. Uz to ona koristi raznovrsne materijale te vrlo maštovito pristupa izradi djela i tako ga slaže poput mozaika. Kod kreirane grafičke skulpture svakim okretanjem presavijenog lista ili njegovim rastvaranjem na maštovit način slijedimo njenu priču.
Važnije nagrade
- 2020. Grad prix 2. međunarodnog trijenala grafike, Livno/BiH
- 2009. Premija Hrvatske akademije znanosti i umjetnosti, 5.hrvatski trijenale grafike Kabineta grafike HAZU

- 2006. Godišnja nagrada HDLUR-a za područje slikarstva
- 2006. Brončana medalja/Bronze Medal at the 5th Egiptian International Print Triennial, Alexandria/Egipat
- 2000. Godišnja nagrada Grada Rijeke za područje likovnih umjetnosti/grafiku
- 2000. Posebno priznanje Odbora za nagrade Kabineta grafike HAZU (2000. i 1992.)
- 1997. Državno Odlikovanje Danice hrvatske s likom Marka Marulića za osobit doprinos u kulturi Republike Hrvatske
- 1997. 2. nagrada za grafiku na izložbi 1st International Competition of Basketball in the Plastic Arts, Barcelona/Španjolska
- 1995. 1. nagrada na izložbi IX Edizione del Premio Internazionale di Calcografia, Quaderni/Verona, Italija
- 1983. Nagrada Odsjeka za likovni odgoj i likovne umjetnosti Pedagoškog fakulteta u Rijeci za izvrstann studentski uspjeh

## Izdvojena djela
- Puzzle, 1989., litografija
- Mali crni flekovi, 1981., tuš na kartonu
- Moje crvene cipelice, 1997., 1450x1080 mm, duboki tisak, kolaž
- Knjige - objekti, 1995-1998., duboki i visoki tisak, kolaž, oslikano

## Važnije izložbe

### Samostalne izložbe (izbor)
- Koeflack/Austrija, Kunsthaus, 2023.
- Livno/BiH, Franjevački muzej i galerija Gorica_Livno( povodom dodijeljenog Grand Prix-a), 2022.
- Zagreb, Nacionalna i sveučilišna knjižnica, Umjetničke knjige, 2018.
- Opatija, Galerija Jurja Šporera, 2017.
- Labin, Gradska galerija, 2016.
- Rijeka, Galerija Kortil, 2015. i 2021.
- Zagreb, Kabinet grafike HAZU, (povodom dodijeljene Premije HAZU), 2012.
- Essen, Zecke Zollverein, 2010.
- Zagreb, galerija Forum, 2010.
- Rijeka, Mali salon MMSU, 2007.
- Zagreb, Nacionalna i sveučilišna knjižnica, 2003.
- Paris, Cité des Arts, 1997.

### Skupne izložbe (izbor)
- Sarcelles/Francuska, 21. i 20. Međunrodni bijenale grafike (2023. i 2021.)
- Zagreb, MSU, Vidljive/The Visible Ones, 2023.
- Trento/Italija, Galeria Fo Yer, 2022.
- Ljubljana/Slovenija, Galerija DLUL, Avanti grafika #3, 2021.
- Jaipur/Indija, Gallery 2, Jawalhar Kala Kandra, 2020.
- Ljubljana, Međunarodni bijenale grafike (2009., 2003., 2001., 1997., 1993., 1988.)
- Kairo, Egipat: International Triennial of Prints (2006., 2003., 1999.)
- Zagreb, Trijenale hrv. grafike HAZU (2016., 2012., 2009., 2006., 2000., 1994., 1992., 1986.)
- Györ, Mađarska, Bienial of Masters of Drawing and Graphic Arts (2003., 1997.)
- Zagreb, Zagrebački salon, (2014., 1995., 1993.)
- Rijeka, Internacionalni bijenale originalnog crteža (1986.)
- Barcelona, International Competition in Plastic Arts (1997.)

## Galerija radova
- Maja S. Franković, Puzzle, 1989., litografija
- Maja S. Franković, Mali crni flekovi, 1981., tuš na kartonu
- Maja S. Franković, Moje crvene cipelice, 1997., 1450x1080 mm, duboki tisak, kolaž
- Maja S. Franković, Knjige-objekti, 1995., kombinirana tehnika
- Maja S. Franković, Knjiga-objekt: U Prirodi, 1997., kombinirana tehnika
- Maja S. Franković, Knjige-objekti, 1997-1998., kombinirana tehnika